# Rettungs-U-Boot

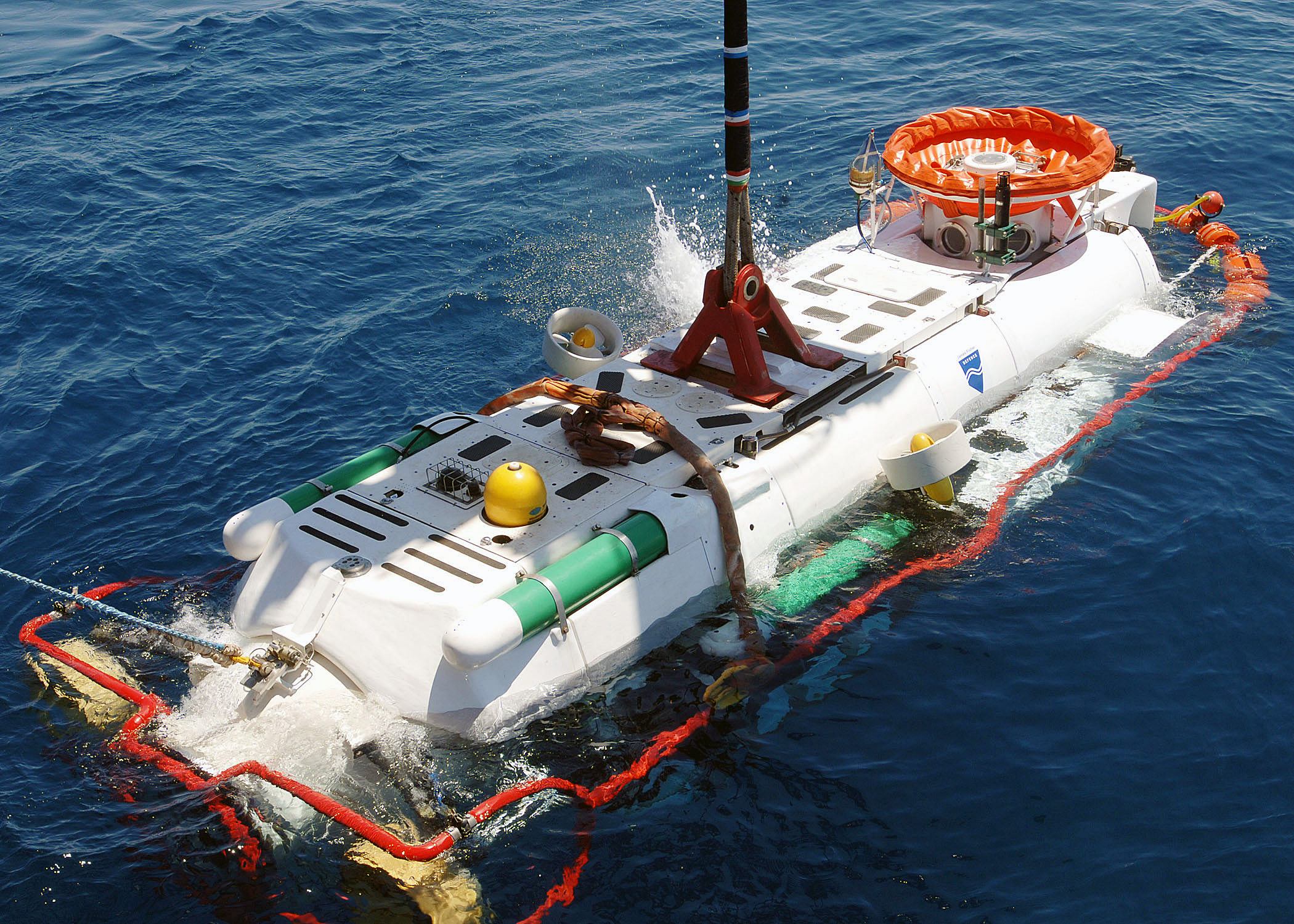
Das australische Rettungs-U-Boot LR5

Rettungs-U-Boote (englisch Deep Submergence Rescue Vehicle, kurz: DSRV) sind spezielle U-Boote zur Rettung von anderen U-Booten oder deren Besatzung. Grundsätzlich gibt es zwei verschiedene Typen von Rettungs-U-Booten: bemannte und unbemannte Rettungs-U-Boote. Erstere dienen in der Regel zur Rettung der Besatzung, während letztere vor allem U-Boote, die sich verfangen haben, befreien sollen.

## Unbemannte Rettungs-U-Boote
Sie dienen in der Regel der Befreiung von U-Booten, welche sich in Netzen, Kabeln oder Ähnlichem verfangen haben und aus eigener Kraft nicht wieder auftauchen können. Um eine solche Rettungsaktion vornehmen zu können, muss das U-Boot mindestens noch in der Lage sein, nach der Befreiung selbstständig wieder aufzutauchen. Technisch handelt es sich bei solchen Systemen meist um spezialisierte Varianten von Robotern für Tiefseebohrungen nach Erdöl oder Erdgas.
Die tauchfähigen Geräte sind im Normalfall mit Scheinwerfern, Sonar, Kameras und zwei Roboterarmen ausgerüstet. Die Roboterarme dienen zur eigentlichen Rettung, dazu können sie je nach Modell Stahlseile bis zu 7 cm durchtrennen oder Lasten bis zu 300 kg heben.
Aufgrund ihrer geringen Größe und Gewichtes sind unbemannte Rettungs-U-Boote auch in kleineren Flugzeugen luftverladbar und so weltweit einsetzbar.
Derartige Mini-U-Boote wurden bis vor einiger Zeit nur von Großbritannien (Royal Navy) und den USA (US Navy) eingesetzt. Beide nutzen U-Boote vom Typ ROV Scorpio, jedoch in verschiedenen Versionen. Die Royal Navy verfügt über ein solches U-Boot, die US-Navy verfügt über zwei.
Einer der bekannteren Einsätze eines unbemannten Mini-U-Bootes fand im August 2005 statt, als ein Scorpio der Royal Navy ein bemanntes russisches Rettungs-U-Boot vor Kamtschatka befreite. Russland hat aus diesem Anlass die Absicht bekundet, selbst britische Scorpio-Tauchroboter anzuschaffen. Mittlerweile haben noch weitere Marinen derartige Tauchroboter angeschafft oder beabsichtigen dies. Hierzu gehören unter anderem die Marine Singapurs und das trinationale NSRS.

## Bemannte Rettungs-U-Boote

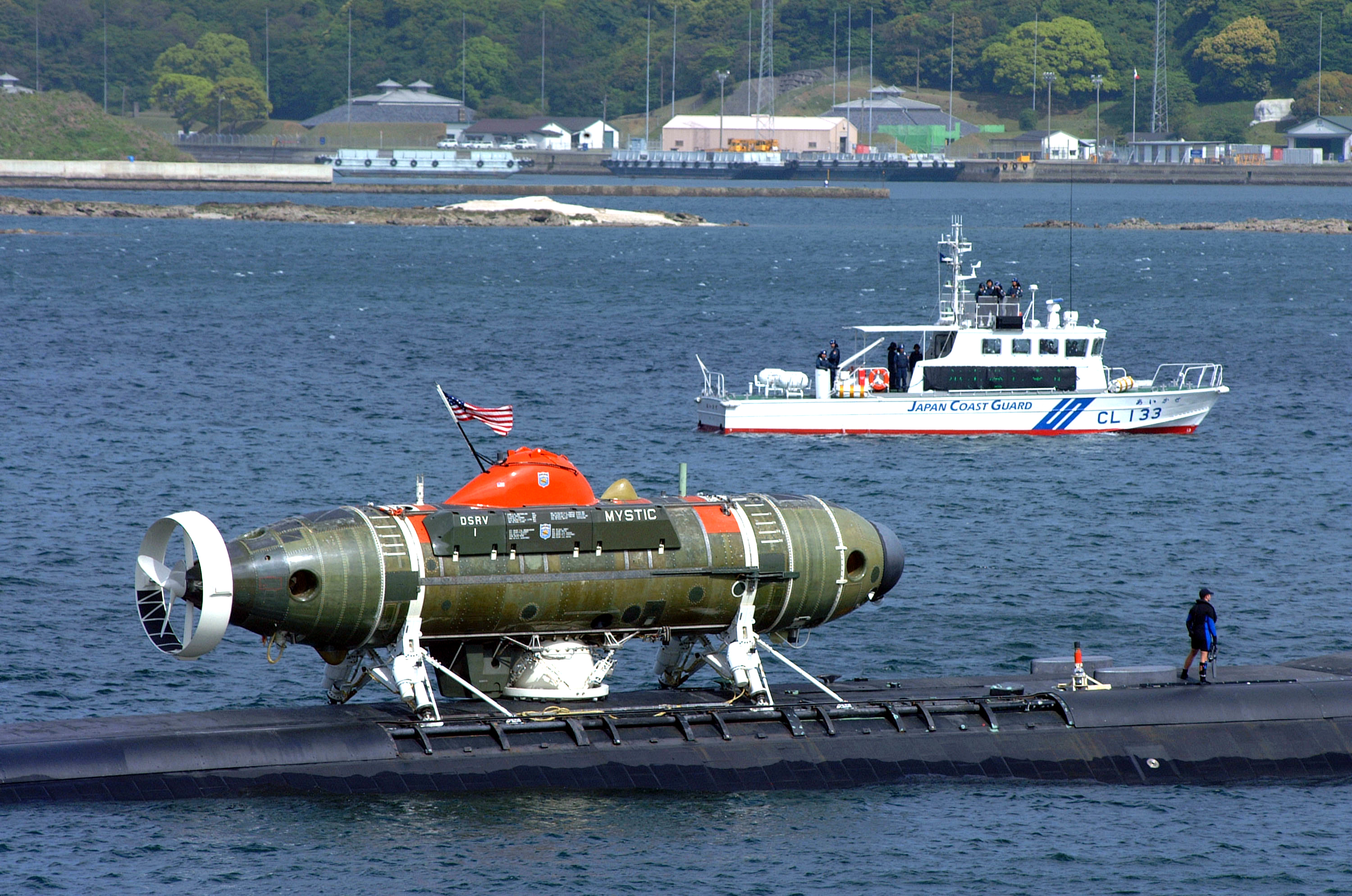
Das Rettungs-U-Boot Mystic (DSRV-1) auf dem U-Boot La Jolla

Bemannte Rettungs-U-Boote dienen dazu, wenigstens die Besatzung eines gesunkenen U-Bootes zu retten, auch wenn keine Hoffnung mehr besteht, das ganze U-Boot zu bergen.
Damit die Besatzung vom gesunkenen U-Boot ins Rettungs-U-Boot umsteigen kann, verfügen die Rettungs-U-Boote unten am Rumpf über eine Andockstation, mit der sie an den meisten gängigen U-Booten andocken können. Die Rettungs-U-Boote können je nach Typ zwischen einigen wenigen und über 30 Personen pro Tauchgang aufnehmen.
Bemannte Rettungs-U-Boote haben den Nachteil, dass sie relativ groß und deshalb nur begrenzt luftverladbar sind (nur in sehr großen Flugzeugen). Die U-Boote unterscheiden sich auch stark in ihrer maximalen Tauchtiefe, die zwischen wenigen hundert Metern und deutlich über 1000 Metern liegen kann. Rettungsboote, die eine solche Tiefe erreichen, werden auch als Tiefsee-Rettungs-U-Boote bezeichnet.

### Nutzerstaaten

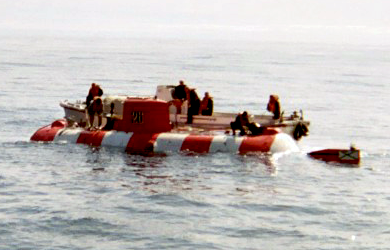
AS-28 Pris der russischen Marine

- Frankreich, Großbritannien und Norwegen betreiben gemeinsam das NATO Submarine Rescue System (NSRS), welches ein bemanntes Rettungs-U-Boot sowie eine unbemannte Komponente umfasst. Die Royal Navy verfügte zuvor über ein bemanntes Rettungs-U-Boot vom Typ LR5.
- Australien betrieb ein bemanntes Rettungs-U-Boot namens Remora, welches allerdings nicht den Anforderungen gerecht werden konnte. Mittlerweile wurde das bei der Royal Navy ausgemusterte LR5 übernommen. Dieses weist eine Kapazität von 16 Personen auf.
- Die US Navy verfügte bis 2000 über zwei, bis 2008 noch über ein bemanntes Rettungs-U-Boote der Mystic-Klasse, die als DSRV (Deep Submergence Rescue Vehicle) bezeichnet werden und je 24 Personen pro Tauchgang aufnehmen konnten. Mittlerweile ist das Submarine Rescue Diving Recompression System (SRDRS) in Dienst, welches neben einer unbemannten Komponente bemannte Rettungs-U-Boote vom Typ Pressurized Rescue Module (PRM) Falcon umfasst.
- Die russische Marine verfügt über sechs moderne bemannte Rettungs-U-Boote, davon vier der Pris-Klasse (Projekt 1855), welche je 20 Personen aufnehmen können und zwei Boote des Projekts 18271, welches auch als Bester-Projekt bekannt ist. Dazu kommen noch sechs vorhandene Boote des Typs Projekt 1839 ("Elbrus-Klasse"), wovon vier aufgelegt sind.
- Schweden verfügt mit dem URF über ein leistungsfähiges, allerdings mit einem Gewicht von 52 t nur sehr eingeschränkt luftverladbares Rettungssystem. Die Kapazität pro Tauchgang beträgt 35 Personen.
- Italien verfügt über ein Rettungs-U-Boot mit der Bezeichnung SRV 300 mit einer maximalen Tauchtiefe von 300 Metern und der Kapazität zur Rettung von zwölf Personen pro Tauchgang.
- Südkorea betreibt ein eigenes U-Boot-Rettungsschiff mit einem eigenen Rettungs-U-Boot vom Typ LR5K, welches pro Tauchgang zehn Personen retten kann.
- Japan betreibt zwei U-Boot-Rettungsschiffe mit je einem bemannten Rettungs-U-Boot. Das System gilt als leistungsfähig, ist aufgrund des hohen Gewichts von 40 t aber nicht luftverladbar und somit in der Reichweite sehr beschränkt.
- China betreibt ebenfalls bemannte Rettungs-U-Boote, über Anzahl und Fähigkeiten ist jedoch nichts bekannt.
- Singapur hat kürzlich ein eigenes U-Boot-Rettungsschiff mit eigenem bemannten Rettungs-U-Boot und einer unbemannten Komponente beschafft.

Weitere Staaten wie Brasilien, Indien, Spanien und die Türkei betreiben ebenfalls eigene Mittel zur U-Boot-Rettung. Dabei handelt es sich allerdings um einfache Rettungskapseln, welche nicht an die Leistungsfähigkeit von Rettungs-U-Booten heranreichen können.

### Im Film
Die DSRV der US Navy kommen in mehreren Filmen vor, unter anderem in „Jagd auf Roter Oktober“, in dem ein DSRV dazu benutzt wird, das (fiktive) sowjetische U-Boot „Roter Oktober“ zu „entern“.
Im Film U-Boot in Not wird das DSRV der US Navy benutzt, um Überlebende aus dem gesunkenen Atom-U-Boot USS-Neptune zu retten.